# ドストンベック・トゥルスノフ
ドストンベック・トゥルスノフ（ウズベク語: Dostonbek Tursunov、ロシア語: Достонбек Турсунов、1995年6月13日 - ）は、ウズベキスタン出身のサッカー選手。ポジションはDF。ウズベキスタン代表。FCパフタコール・タシュケント所属。
Jリーグ時代の登録名はドストン、Kリーグ時代の登録名はドストンベック（ハングル: 도스톤벡）。

## 経歴

### クラブ
2015年にネフチ・フェルガナ（ウズベク・リーグ）でプロのキャリアをスタートさせ、2016年にはコーカンド1912で活躍。 2017年はPFCメタルルグ・ベカバードで活動したが、2018年シーズン途中にネフチ・フェルガナへ移籍している。
2018年12月17日、日本のJリーグ・レノファ山口FCへの加入が発表された。17試合に出場した。
2020年1月21日、Kリーグ1に昇格した釜山アイパークへの完全移籍が発表された。

### 代表
2016年にU-23サッカーウズベキスタン代表に招集される。AFC U-23選手権2018ではグループリーグ2試合と決勝トーナメント全試合に出場し、グループリーグのオマーン戦で決勝ゴールを挙げる など、初優勝に貢献。
2018年にはサッカーウズベキスタン代表にも招集され、AFC アジアカップ UAE 2019の代表メンバーにも選出された。

## 個人成績
| 国内大会個人成績 | 国内大会個人成績 | 国内大会個人成績 | 国内大会個人成績 | 国内大会個人成績 | 国内大会個人成績 | 国内大会個人成績 | 国内大会個人成績 | 国内大会個人成績 | 国内大会個人成績 | 国内大会個人成績 | 国内大会個人成績 |
| 年度             | クラブ           | 背番号           | リーグ           | リーグ戦         | リーグ戦         | リーグ杯         | リーグ杯         | オープン杯       | オープン杯       | 期間通算         | 期間通算         |
| 年度             | クラブ           | 背番号           | リーグ           | 出場             | 得点             | 出場             | 得点             | 出場             | 得点             | 出場             | 得点             |
| 日本             | 日本             | 日本             | 日本             | リーグ戦         | リーグ戦         | リーグ杯         | リーグ杯         | 天皇杯           | 天皇杯           | 期間通算         | 期間通算         |
| ---------------- | ---------------- | ---------------- | ---------------- | ---------------- | ---------------- | ---------------- | ---------------- | ---------------- | ---------------- | ---------------- | ---------------- |
| 2019             | 山口             | 15               | J2               | 17               | 0                | -                | -                |                  |                  |                  |                  |
| 通算             | 日本             | 日本             | J2               | 17               | 0                | -                | -                |                  |                  |                  |                  |
| 総通算           | 総通算           | 総通算           | 総通算           | 17               | 0                | 0                | 0                |                  |                  |                  |                  |

## 代表歴

### 試合数
- 国際Aマッチ 8試合 1得点（2018年-2021年）[7]

| ウズベキスタン代表 | 国際Aマッチ | 国際Aマッチ |
| 年                 | 出場        | 得点        |
| ------------------ | ----------- | ----------- |
| 2018               | 3           | 0           |
| 2019               | 2           | 1           |
| 2020               | 0           | 0           |
| 2021               | 3           | 0           |
| 通算               | 8           | 1           |